# 克鲁瓦西-博堡
克鲁瓦西-博堡（法語：Croissy-Beaubourg，法語發音：[kʁwasi bobuʁ] ⓘ）是法国塞纳-马恩省的一个市镇，属于托尔西区。该市镇于1804年由原市镇克鲁瓦西（Croissy）和博堡（Beaubourg）合并而成。

## 地理
克鲁瓦西-博堡（48°49'43"N, 2°39'35"E）面积11.63 平方千米，位于法国法蘭西島大區塞纳-马恩省，该省份为法国北部内陆省份，北起瓦兹省，西接埃松省、马恩河谷省、塞纳-圣但尼省和瓦兹河谷省，南至卢瓦雷省，东南接约讷省，东临马恩省和奥布省，东北接埃纳省。
与克鲁瓦西-博堡接壤的市镇（或旧市镇、城区）包括：蓬卡雷、布里地区鲁瓦西、托爾西、科莱然、埃姆兰维尔、洛涅。

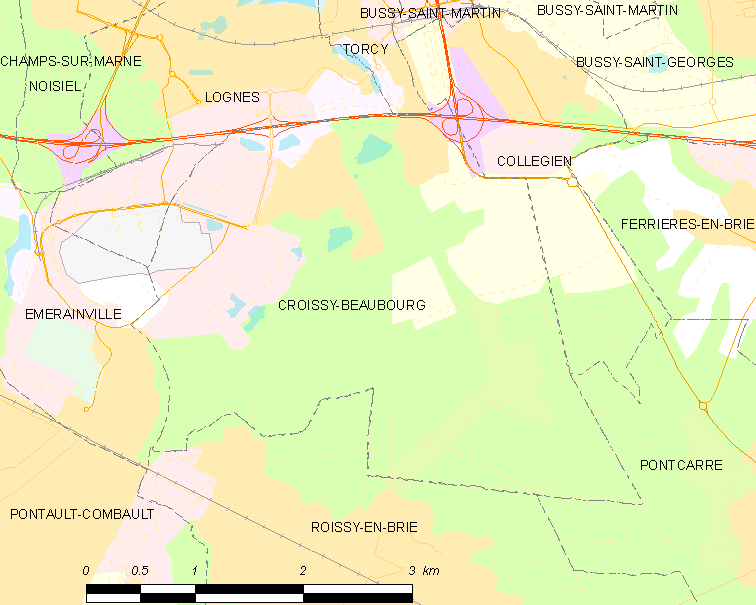
克鲁瓦西-博堡的OSM定位图

克鲁瓦西-博堡的时区为UTC+01:00、UTC+02:00（夏令时）。

## 行政
克鲁瓦西-博堡的邮政编码为77183，INSEE市镇编码为77146。

## 政治
克鲁瓦西-博堡所属的省级选区为马恩河畔尚县。

## 人口

1962-2008年间克鲁瓦西-博堡人口变化图示

克鲁瓦西-博堡于2022年1月1日时的人口数量为1969人。